# Burlington Northern Railroad
Le Burlington Northern Railroad (sigle de l'AAR: BN) était une compagnie de chemin de fer localisée aux États-Unis, issue de la fusion de quatre grandes compagnies historiques : le Chicago, Burlington and Quincy Railroad, le Great Northern Railway, le Northern Pacific Railway, et le Spokane, Portland and Seattle Railway. Il fut en exploitation de 1970 à 1996, date de sa fusion avec son grand rival, l'Atchison, Topeka and Santa Fe Railway (AT&SF).
Ses origines lointaines remontent aux débuts du chemin de fer avec le Chicago and Aurora Railroad, créé en 1848, et qui donnera naissance au Chicago, Burlington and Quincy Railroad. Le nom Burlington sera conservé lors des nouvelles fusions.
Son successeur actuel est le Burlington Northern Santa Fe Railway qui a rapidement décidé de raccourcir son nom en BNSF Railway. Il exploite le réseau anciennement possédé par le Burlington Northern Railroad et le Santa Fe Railway. Le BNSF fut racheté en 2009 par la compagnie holding géante Berkshire Hathaway.

## Les origines
Le Burlington Northern fut créé le 2 mars 1970 à la suite de la fusion du Great Northern Railway, du Northern Pacific Railway, du Chicago Burlington and Quincy Railroad, et du Spokane Portland and Seattle Railway. L'accord de la fusion ne fut accordé qu'à la quatrième demande de ces compagnies, toutes créées par James Jerome Hill, et qui depuis plusieurs années partageaient le même  immeuble pour leurs quartiers généraux à Saint Paul (Minnesota). 
Le St. Louis-San Francisco Railway fut racheté le 21 novembre 1980. En 1981, le QG du Burlington Northern Inc. fut transféré à  Seattle, Washington, et en 1988, les opérations non ferroviaires furent détachées à Fort Worth, Texas sous le nom de Burlington Resources. 
Le 31 décembre 1996, le Burlington Northern fusionna avec  l'Atchison, Topeka and Santa Fe Railway pour constituer le Burlington Northern and Santa Fe Railway alias BNSF Railway.

## Le réseau
Il occupait le centre et le nord-ouest des États-Unis. Son réseau partait de Chicago, Illinois et se dirigeait cap au nord-ouest vers La Crosse, Wisconsin. De là, continuant toujours vers le nord-ouest, il desservait Minneapolis, Saint Paul (Minnesota), et Grand Forks, Dakota du Nord. De Grand Forks, il partait vers l'ouest à travers le Dakota du Nord, le Montana, et l'Idaho pour atteindre Spokane, Washington. 
À Spokane, la ligne se séparait en 3 routes : 
- la route d'origine du Great Northern  partait à l'ouest  vers  Wenatchee, Washington, passait sous la chaîne des Cascades (Cascade Range) grâce au New Cascade Tunnel, et descendait vers le bras de mer de Puget Sound jusqu'à Everett, Washington.
- la route d'origine du Northern Pacific s'en allait vers le sud-ouest  jusqu'aux Tri-Cities de Washington tournait vers le nord-ouest en direction de Yakima, Washington, passait sous la chaîne des Cascades par le Stampede Tunnel, descendait dans la vallée de la rivière Green à  Auburn (Washington), où il se connectait avec la ligne existante du Northern Pacific reliant la Colombie-Britannique à Portland, Oregon.
- quant à la route du Spokane Portland and Seattle, elle partait également vers le sud-ouest vers les Tri-Cities, puis longeait la rive nord du fleuve Columbia jusqu'à Vancouver, Washington près de Portland.

Avec l'acquisition du St. Louis-San Francisco Railway, le réseau s'étendit vers le centre sud et le sud-est des États-Unis.

## Les livrées
Le quart supérieur des locomotives était peint en noir, et le reste en vert "cascade" avec le logo BN en blanc. Souvent le devant des locomotives était zébré en blanc et vert pour la visibilité. En 1985, certaines locomotives testèrent des zébrures orange et noires sur la face de la cabine et sur le nez pour améliorer la visibilité lors des passages à niveau. Au même moment, le logo migra vers les flancs avec l'inscription "Burlington Northern" en blanc, tandis que le numéro de la machine passa sous la fenêtre de la cabine où le logo BN résidait normalement.